# Edward Shepherd
Edward Shepherd (falecido em 1747) foi um proeminente arquiteto inglês baseado em Londres no período georgiano.

## Obra arquitetônica

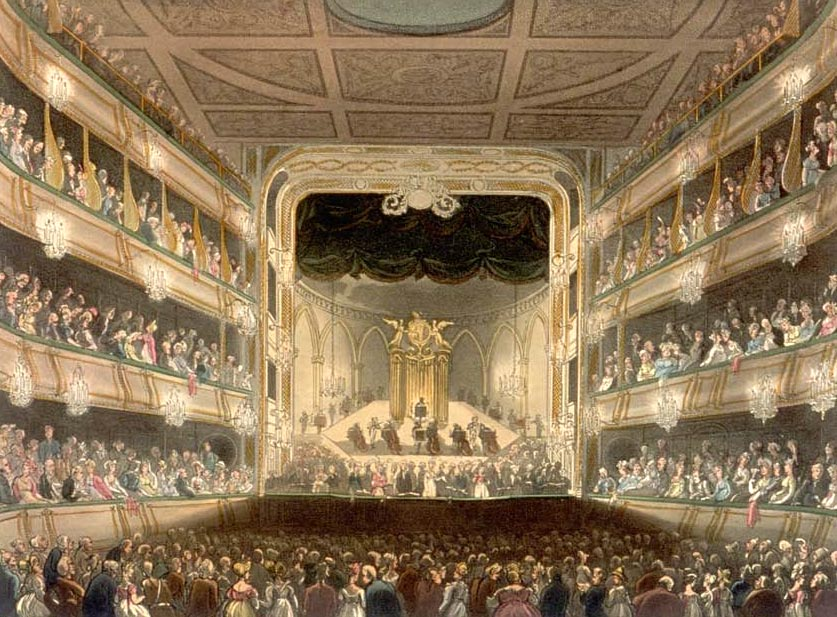
Teatro Real, Covent Garden, Londres.

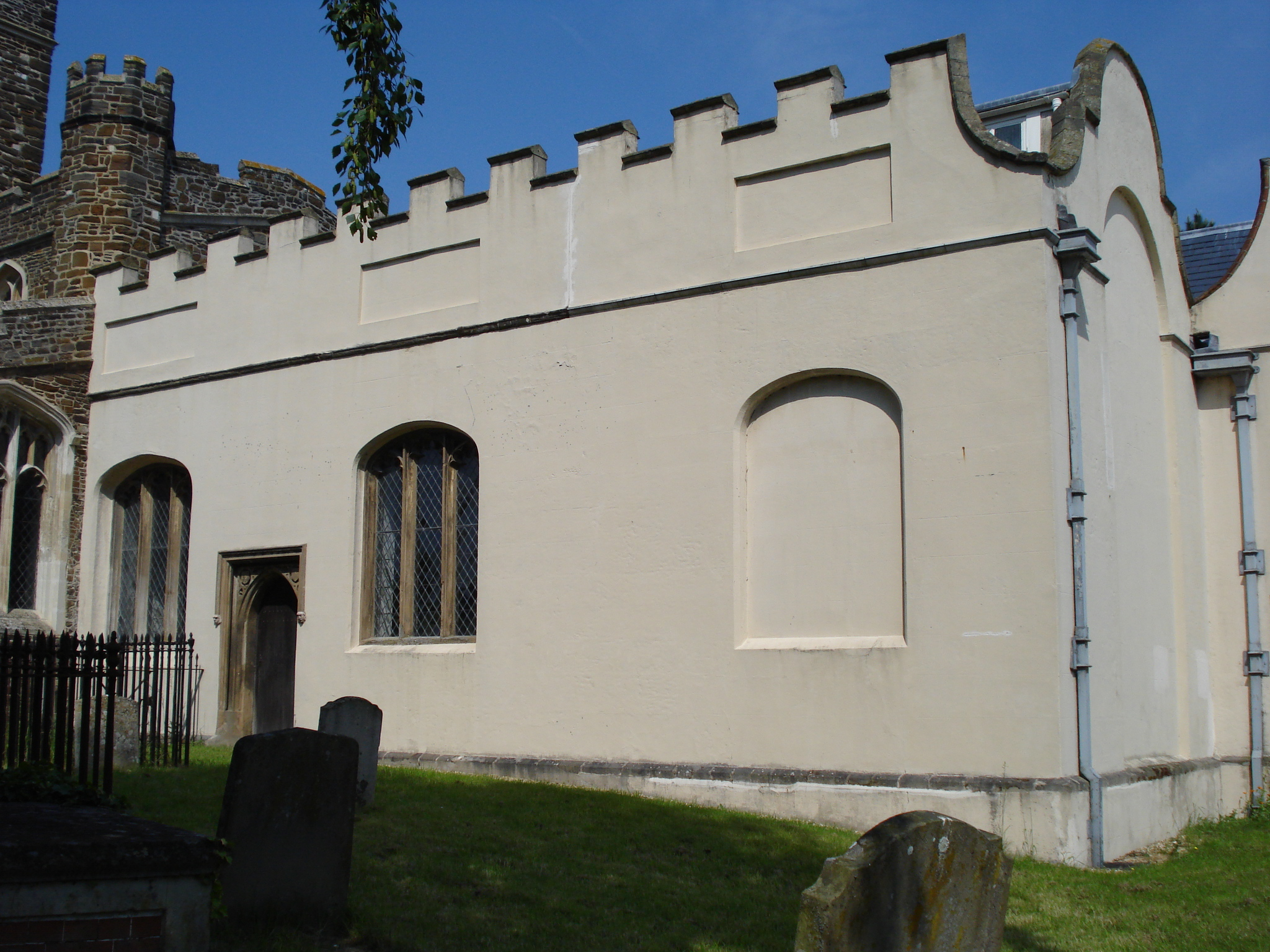
De Grey Mausoléu, Flitton, Bedfordshire.

Shepherd trabalhou nos seguintes projetos, entre outros:
- Canhões, uma casa para James Brydges, 1º Duque de Chandos (1673-1744), em Middlesex (1723-1725, agora demolida).
- Casas em Cavendish Square, Londres (1724-1728).
- Grande Reitoria de Stanmore, Middlesex (1725).
- Casas em Brook Street, Londres (1725-1729).
- Casas em St James's Square, Londres (1726–8), incluindo o No. 4, o Naval & Military Club e uma antiga casa de Nancy Astor de 1912 a 1942.
- Edifícios com fachada de palácio para o 1º Duque de Chandos em Grosvenor Square, Londres (c1728–30, agora demolido).
- Goodman's Fields Theatre, Ayliffe Street, Whitechapel, Londres (inaugurado em outubro de 1732, demolido em 1746).
- Theatre Royal, Covent Garden em Londres; renomeado para Royal Opera House em 1892 (o edifício projetado por Shepherd foi inaugurado em dezembro de 1732, destruído pelo fogo em 1808).
- Desenvolvimento do Shepherd Market e ruas adjacentes em Mayfair, Londres (1735-1746).
- Casas em South Audley Street, Mayfair, Londres (1736–37).
- Trabalho no Mausoléu De Grey, Igreja de São João Batista, Flitton, Bedfordshire (1739–40).

Infelizmente, grande parte da obra arquitetônica de Shepherd foi demolida, mas talvez seu maior legado do homônimo Shepherd Market.